# Ischyromene codii
Ischyromene codii là một loài chân đều trong họ Sphaeromatidae. Loài này được Nobili miêu tả khoa học năm 1906.